# ANNA News
ANNA-News (или ANNA, сокр. от Analytical Network News Agency) — российское информационное агентство, расположенное в Москве. Впервые агентство было аккредитовано 18 июля 2011 года в Абхазии, а его название ANNA расшифровывалось как Abkhazian Network News Agency, однако после переезда главного офиса в Москву при регистрации в Роскомнадзоре 22 сентября 2017 года слово «Abkhazian» было заменено на «Analytical».
По мнению экспертов, ANNA-News является прокремлёвским изданием.

## История

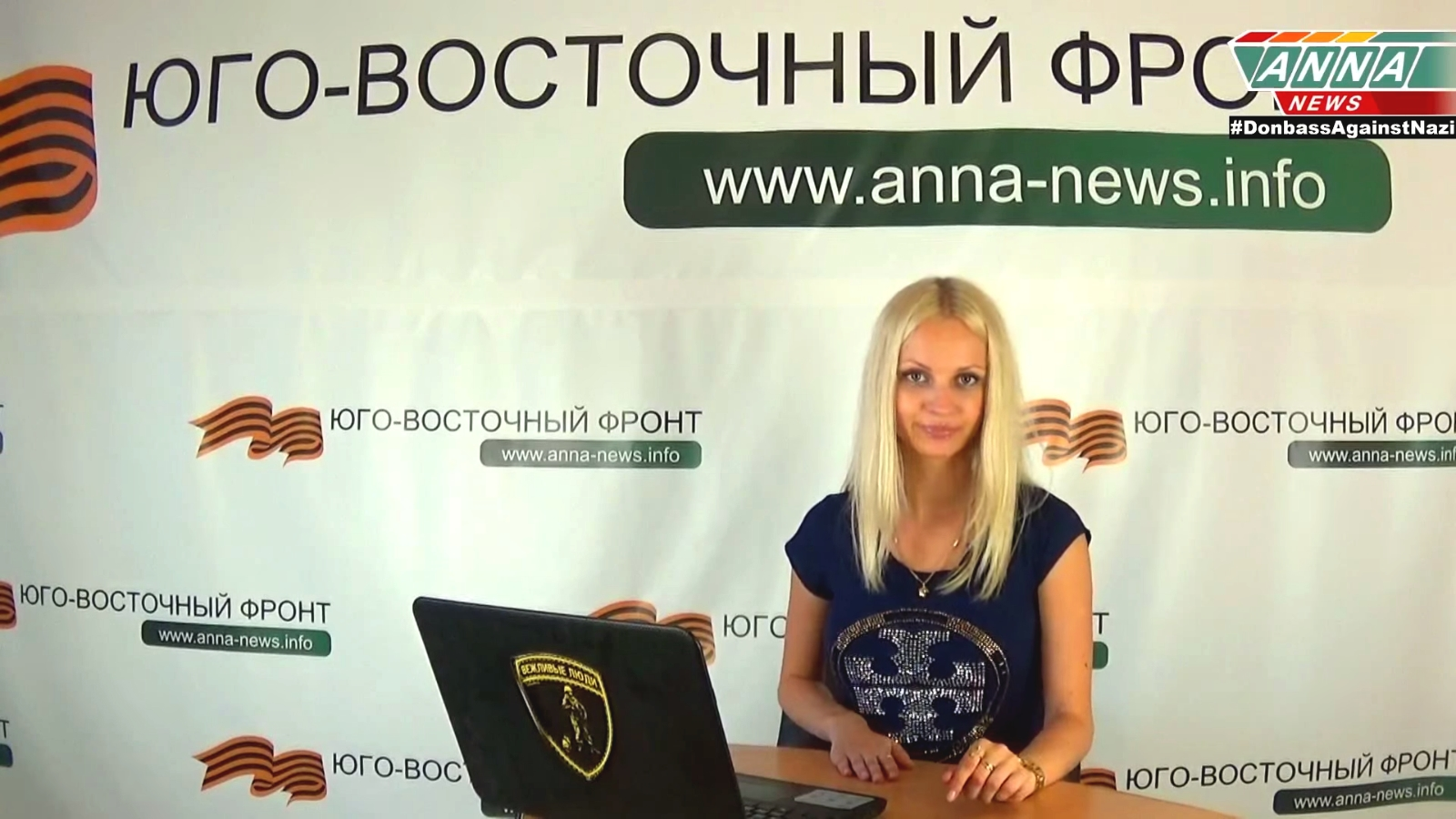
Эфир ANNA-News в августе 2014 года

Агентство основано в 2011 году для освещения войны в Ливии Маратом Мусиным, доктором экономических наук, специалистом по финансовой разведке, заведующим кафедры Российского государственного торгово-экономического университета, также читавшим лекции в Московском государственном университете.
Исследователи и пресса характеризуют агентство как прокремлёвское. Агентство публикует новости на русском языке, специализируясь на оперативных новостях и репортажах из горячих точек, где сталкиваются геополитические интересы России и Запада. Позиционирует себя как фронтовое информационное агентство. Целью его создания в 2011 году было освещение гражданской войны в Ливии, привлечение внимания к происходящим там событиям (которые воспринимались основателями как угроза безопасности России), а также участие в информационной войне между Россией и НАТО. Когда началась гражданская война в Сирии, репортажи военных корреспондентов ANNA News заинтересовали иностранные новостные средства массовой информации. Дальнейшая эскалация напряжённости в мире, в том числе события на Украине, дала импульс ускоренному развитию агентства. Корреспонденты ANNA News работали в ходе вооружённого конфликта на востоке Украины, само издание выступало в поддержку пророссийских сепаратистов самопровозглашённых ДНР и ЛНР.
На март 2013 года штат составлял порядка 50 человек. По словам Марата Мусина, агентство создано как волонтерский проект, где каждый желающий мог принять посильное участие.
На октябрь 2018 года штат по-прежнему составлял порядка 50 человек.
В мае 2020 года два канала издания на YouTube был заблокированы, за «нарушение условий использования YouTube», к этому моменту основной канал имел 288 тыс. подписчиков. МИД РФ назвал данную блокировку «очередным актом дискриминации русскоязычных медиаресурсов со стороны подконтрольных США интернет-платформ».

## Руководство
Главный редактор — полковник Анатолий Андреевич Матвийчук.

## Критика
The New York Times отмечал, что в июне 2014 года ANNA News опубликовало информацию об увольнении пресс-секретаря Госдепартамента США Джен Псаки из-за того, что она не появилась на брифинге в Вашингтоне. Позже выяснилось, что Псаки на тот момент была во Франции с деловым визитом, и её не увольняли.

## Происшествия
29 апреля 2016 года сайт агентства был взломан. На его главной странице было помещено видеообращение от имени украинских хакеров, а именно некоего хакерского альянса Falcons Flame и Trinity.